# John M. Palmer
Pour les articles homonymes, voir John Palmer et Palmer.
John McAuley Palmer, né le 13 septembre 1817 et mort le 25 septembre 1900, est un homme politique américain, membre du Parti démocrate, gouverneur (1869-1873) et sénateur de l'Illinois (1891-1897). Figure indépendante, il changea plusieurs fois de parti.
Général pendant la guerre civile, il combattit dans les rangs de l'Union. Il fut candidat à l'élection présidentielle américaine de 1896 sous la bannière du Parti national-démocrate, faction dissidente du Parti démocrate qui soutenait la défendre l'étalon-or, le libre-échange et la limitation des pouvoirs du gouvernement fédéral. Il obtint moins de 1 % des voix et aucun grand électeur.